# Irlande au Concours Eurovision de la chanson 1965
L'Irlande a participé au Concours Eurovision de la chanson 1965 le 20 mars à Naples, en Italie. C'est la première participation de l'Irlande au Concours Eurovision de la chanson.
Le pays est représenté par le chanteur Butch Moore et la chanson Walking the Streets in the Rain qui ont été sélectionnés au moyen d'une finale nationale organisée par la Raidió Teilifís Éireann (RTÉ).

## Sélection

### Irish Final 1965
Le radiodiffuseur irlandais Raidió Teilifís Éireann organise une finale nationale, pour sélectionner l'artiste et la chanson représentant l'Irlande au Concours Eurovision de la chanson 1965.
La finale nationale, présentée par Bunny Carr, a eu lieu le 9 février 1965 aux studios RTÉ à Dublin. Les noms de certains artistes ont été perdus.
Douze chansons ont participé à la finale nationale. Les chansons y sont toutes interprétées en anglais, l'une des deux langues officielles de l'Irlande.
Lors de la finale nationale, c'est la chanson Walking the Streets in the Rain, interprétée par le chanteur Butch Moore accompagné du chef d'orchestre italien Gianni Ferrio, qui fut choisie.

#### Finale
| Ordre | Artiste             | Chanson                         | Traduction                        | Place |
| ----- | ------------------- | ------------------------------- | --------------------------------- | ----- |
| 1     | Frances McDermott   | Another Day, Another Dream      | Un autre jour, un autre rêve      | 6     |
| 2     | Joan Connolly       | Another Star, Another Tear      | Une autre étoile, une autre larme | 3     |
| 3     | Paul Russel         | Concerto of Love                | Concerto d'amour                  | –     |
| 4     | –                   | House on the Hill               | Maison sur la colline             | -     |
| 5     | Butch Moore         | Walking the Streets in the Rain | Marcher dans la rue sous la pluie | 1     |
| 6     | Patricia Cahill     | I Stand Still                   | Je reste immobile                 | 2     |
| 7     | Dickie Rock         | I Still Love You                | Je t'aime toujours                | 7     |
| 8     | Jim Doherty Trio    | Love Me Truly                   | Aime-moi vraiment                 | -     |
| 9     | –                   | On Such a Night                 | Une telle nuit                    | –     |
| 10    | Brendan Bowyer (en) | Suddenly in Love                | Soudainement amoureux             | 5     |
| 11    | John Keogh (en)     | Yesterday's Dream               | Le rêve d'hier                    | 3     |
| 12    | –                   | You Said You Loved Me           | Tu disais que tu m'aimais         | –     |

## À l'Eurovision
Chaque jury national attribue un, trois ou cinq points à ses trois chansons préférées.

### Points attribués par l'Irlande
| 5 points | Autriche   |
| 3 points | Luxembourg |
| 1 point  | France     |

### Points attribués à l'Irlande
| 5 points | 3 points                 | 1 point |
| -------- | ------------------------ | ------- |
| - Italie | - Portugal - Yougoslavie |         |

Butch Moore interprète Walking the Streets in the Rain en 4e position lors de la soirée du concours, suivant l'Allemagne et précédant l'Espagne.
Au terme du vote final, l'Irlande termine 6e sur les 18 pays participants, recevant 11 points,.